# Bloomfield Hills, Michigan
Bloomfield Hills este o comunitate, cu statutul de oraș, locuită de rezidenți de profil ridicat, situată în comitatul Oakland, statul Michigan, SUA, la circa 37 de km nord-vest de centrul orașului Detroit.
Conform recensământului Statelor Unite din anul 2000, populația orașului era de 3.940 de locuitori. Bloomfield Hills se găsește constant în clasamentul celor mai bogate orașe din Uniune pentru categoria de orașe cu populație între 2.500 și 9,999 de locuitori. Actualmente ocupă poziția a patra, după ce în 1990 fusese pe locul doi, fiind localitatea cu cel mai mare venit mediu pe locuitor aflată în afara statelor California și Florida. Această valoare medie a venitului este de peste 200.000 de dolari pe cap de locuitor. În anul 2000, o estimare indica că circa 49% din proprietățile rezidențiale din Bloomfield Hills aveau o valoare de piață de peste 1.000.000 de dolari.

## Istoric
La 28 iunie 1820, comitatul Oakland a fost împărțit în două cantoane (în original township), Pontiac Township și Bloomfield Township. Cantonul Bloomfield, care acoperă partea sudică a comitatului include West Bloomfield Township, Royal Oak și Southfield.

## Biserici
Baptiste - Biserica baptistă Bloomfield Hills
Congregaționale
Episcopaliene
Luterane
Mormone
Prezbiteriană
Romano-catolice
Unitariane

## Oameni notabili, nativi și localnici
- George Gough Booth, fondatorul Cranbrook Educational community, redactor de ziar
- Paul Banks, solistul, autorul versurilor și chitaristul trupei Interpol, a trăit o parte din copilărie în Bloomfield Hills.
- Selma Blair, actriță americană, a urmat Cranbrook Kingswood School
- William Davidson, miliardar, președintele companiei Guardian Industries Corp, proprietar al echipelor Detroit Pistons, Detroit Shock și Tampa Bay Lightning
- Pete Dawkins, (1955) câștigător al Heisman Trophy, Rhodes Scholar, fost general de armată, a urmat Cranbrook School
- Aretha Franklin, cântăreață americană faimoasă, locuiește în Bloomfield Hills
- Judge Greg Mathis, personalitate de televiziune, locuiește în Bloomfield Hills
- Elizabeth Reaser, actriță, cunoscută din filmul Twilight, născută în Bloomfield Hills, a urmat Academy of Sacred Heart
- George W. Romney, tatăl lui Mitt Romney, candidat prezidențial în 1968, fost guvernator al statului  Michigan
- Mitt Romney, fost guvernator al statului  Massachusetts, candidat prezidențial în 2008, a urmat Cranbrook Kingswood School
- Ann Romney, soția lui Mitt Romney
- Shirley Wallace Sarver, nepoată, și Ellen Sarver, stră-nepoată a cuplului George și Ellen Scripps Booth
- Chad Smith, baterist al formației Red Hot Chili Peppers, a crescut în Bloomfield Hills și a urmat Lahser High School
- Robin Williams, actor, originar din Bloomfield Hills, a urmat Detroit Country Day School
- Minoru Yamasaki, arhitectul principal al clădirii World Trade Center
- Steve Yzerman, Former Detroit Red Wing captain, lives in Bloomfield Hills

### Oficiali guvernamentali
Funcționari federali
- Senator Carl Levin (D)
- Senator Debbie Stabenow (D)
- Gary Peters (D)

Garrett Johnson-Bloomfield Hills, care este unul dintre cei 100 de linii în Olimpiada Specială din Michigan din 2010, cu un timp remarcabil de 23,23 secunde.